# 17.ª etapa do Tour de France de 2021
A 17.ª etapa do Tour de France de 2021 teve lugar a 14 de julho de 2021 entre Muret e Saint-Lary-Soulan sobre um percurso de 178,4 km e foi vencida pelo líder da prova, o esloveno Tadej Pogačar da equipa UAE Emirates, ampliando assim a diferença na geral com seus mais imediatos perseguidores.

## Classificação da etapa
| Muret - Col de Portet | alta montanha | (178,4 km) |

| \| Classificação por etapas \| Classificação por etapas \| Classificação por etapas \| Classificação por etapas \| Classificação por etapas \| \| Ciclista \| Ciclista \| Equipe \| Tempo \| \| \| ------------------------ \| ------------------------ \| ------------------------ \| ------------------------ \| ------------------------ \| \| 1. \| Tadej Pogačar \| UAE Team Emirates \| 5h03m31s \| \| \| 2. \| Jonas Vingegaard \| Jumbo-Visma \| + 3s \| \| \| 3. \| Richard Carapaz \| Ineos Grenadiers \| + 4s \| \| \| 4. \| David Gaudu \| Groupama-FDJ \| + 1m19s \| \| \| 5. \| Ben O'Connor \| AG2R Citroën Team \| + 1m26s \| \| \| 6. \| Wilco Kelderman \| Bora-Hansgrohe \| + 1m40s \| \| \| 7. \| Pello Bilbao \| Bahrain Victorious \| + 1m44s \| \| \| 8. \| Sergio Higuita \| EF Education-Nippo \| + 1m49s \| \| \| 9. \| Rigoberto Urán \| EF Education-Nippo \| + 1m49s \| \| \| 10. \| Dylan Teuns \| Bahrain Victorious \| + 1m49s \| \| |                  |                    |          |
| |                  |                    |          |
| Fonte: ProCyclingStats |                  |                    |          |
| Classificação por etapas |                  |                    |          |
| Ciclista | Ciclista         | Equipe             | Tempo    |
| 1. | Tadej Pogačar    | UAE Team Emirates  | 5h03m31s |
| 2. | Jonas Vingegaard | Jumbo-Visma        | + 3s     |
| 3. | Richard Carapaz  | Ineos Grenadiers   | + 4s     |
| 4. | David Gaudu      | Groupama-FDJ       | + 1m19s  |
| 5. | Ben O'Connor     | AG2R Citroën Team  | + 1m26s  |
| 6. | Wilco Kelderman  | Bora-Hansgrohe     | + 1m40s  |
| 7. | Pello Bilbao     | Bahrain Victorious | + 1m44s  |
| 8. | Sergio Higuita   | EF Education-Nippo | + 1m49s  |
| 9. | Rigoberto Urán   | EF Education-Nippo | + 1m49s  |
| 10. | Dylan Teuns      | Bahrain Victorious | + 1m49s  |

## Classificações ao final da etapa

### Classificação geral(Maillot Jaune)
| \| Classificação geral \| Classificação geral \| Classificação geral \| Classificação geral \| Classificação geral \| \| Ciclista \| Ciclista \| Equipe \| Tempo \| \| \| ------------------- \| ------------------- \| ------------------- \| ------------------- \| ------------------- \| \| 1. \| Tadej Pogačar \| UAE Team Emirates \| 71h26m27s \| \| \| 2. \| Jonas Vingegaard \| Jumbo-Visma \| + 5m39s \| \| \| 3. \| Richard Carapaz \| Ineos Grenadiers \| + 5m43s \| \| \| 4. \| Rigoberto Urán \| EF Education-Nippo \| + 7m17s \| \| \| 5. \| Ben O'Connor \| AG2R Citroën Team \| + 7m34s \| \| \| 6. \| Wilco Kelderman \| Bora-Hansgrohe \| + 8m06s \| \| \| 7. \| Enric Mas \| Movistar Team \| + 9m48s \| \| \| 8. \| Alexey Lutsenko \| Astana-Premier Tech \| + 10m04s \| \| \| 9. \| Guillaume Martin \| Cofidis \| + 11m51s \| \| \| 10. \| Pello Bilbao \| Bahrain Victorious \| + 12m53s \| \| |                  |                     |           |
| |                  |                     |           |
| Fonte: ProCyclingStats |                  |                     |           |
| Classificação geral |                  |                     |           |
| Ciclista | Ciclista         | Equipe              | Tempo     |
| 1. | Tadej Pogačar    | UAE Team Emirates   | 71h26m27s |
| 2. | Jonas Vingegaard | Jumbo-Visma         | + 5m39s   |
| 3. | Richard Carapaz  | Ineos Grenadiers    | + 5m43s   |
| 4. | Rigoberto Urán   | EF Education-Nippo  | + 7m17s   |
| 5. | Ben O'Connor     | AG2R Citroën Team   | + 7m34s   |
| 6. | Wilco Kelderman  | Bora-Hansgrohe      | + 8m06s   |
| 7. | Enric Mas        | Movistar Team       | + 9m48s   |
| 8. | Alexey Lutsenko  | Astana-Premier Tech | + 10m04s  |
| 9. | Guillaume Martin | Cofidis             | + 11m51s  |
| 10. | Pello Bilbao     | Bahrain Victorious  | + 12m53s  |

### Classificação por pontos(Maillot Vert)
| Classificação por pontos | Classificação por pontos | Classificação por pontos | Classificação por pontos | Classificação por pontos |
| Ciclista                 | Ciclista                 | Equipe                   | Pontos                   |                          |
| ------------------------ | ------------------------ | ------------------------ | ------------------------ | ------------------------ |
| 1.                       | Mark Cavendish           | Deceuninck-Quick Step    | 287 pts                  |                          |
| 2.                       | Michael Matthews         | BikeExchange             | 251 pts                  |                          |
| 3.                       | Sonny Colbrelli          | Bahrain Victorious       | 201 pts                  |                          |
| 4.                       | Jasper Philipsen         | Alpecin-Fenix            | 178 pts                  |                          |
| 5.                       | Julian Alaphilippe       | Deceuninck-Quick Step    | 135 pts                  |                          |
| 6.                       | Tadej Pogačar            | UAE Team Emirates        | 126 pts                  |                          |
| 7.                       | Michael Mørkøv           | Deceuninck-Quick Step    | 102 pts                  |                          |
| 8.                       | Wout van Aert            | Jumbo-Visma              | 101 pts                  |                          |
| 9.                       | Patrick Konrad           | Bora-Hansgrohe           | 85 pts                   |                          |
| 10.                      | Matej Mohorič            | Bahrain Victorious       | 81 pts                   |                          |

### Classificação da montanha(Maillot à Pois Rouges)
| Classificação da montanha | Classificação da montanha | Classificação da montanha | Classificação da montanha | Classificação da montanha |
| Ciclista                  | Ciclista                  | Equipe                    | Pontos                    |                           |
| ------------------------- | ------------------------- | ------------------------- | ------------------------- | ------------------------- |
| 1.                        | Wout Poels                | Bahrain Victorious        | 78 pts                    |                           |
| 2.                        | Tadej Pogačar             | UAE Team Emirates         | 67 pts                    |                           |
| 3.                        | Nairo Quintana            | Arkéa-Samsic              | 66 pts                    |                           |
| 4.                        | Michael Woods             | Israel Start-Up Nation    | 66 pts                    |                           |
| 5.                        | Wout van Aert             | Jumbo-Visma               | 64 pts                    |                           |
| 6.                        | Jonas Vingegaard          | Jumbo-Visma               | 50 pts                    |                           |
| 7.                        | Bauke Mollema             | Trek-Segafredo            | 41 pts                    |                           |
| 8.                        | Ben O'Connor              | AG2R Citroën Team         | 40 pts                    |                           |
| 9.                        | Anthony Perez             | Cofidis                   | 37 pts                    |                           |
| 10.                       | Richard Carapaz           | Ineos Grenadiers          | 32 pts                    |                           |

### Classificação do melhor jovem(Maillot Blanc)
| Classificação dos jovens | Classificação dos jovens | Classificação dos jovens | Classificação dos jovens | Classificação dos jovens |
| Ciclista                 | Ciclista                 | Equipe                   | Tempo                    |                          |
| ------------------------ | ------------------------ | ------------------------ | ------------------------ | ------------------------ |
| 1.                       | Tadej Pogačar            | UAE Team Emirates        | 71h26m27s                |                          |
| 2.                       | Jonas Vingegaard         | Jumbo-Visma              | + 5m39s                  |                          |
| 3.                       | David Gaudu              | Groupama-FDJ             | + 15m42s                 |                          |
| 4.                       | Aurélien Paret-Peintre   | AG2R Citroën Team        | + 31m48s                 |                          |
| 5.                       | Sergio Higuita           | EF Education-Nippo       | + 1h02m18s               |                          |
| 6.                       | Mark Donovan             | Team DSM                 | + 1h47m47s               |                          |
| 7.                       | Valentin Madouas         | Groupama-FDJ             | + 1h57m32s               |                          |
| 8.                       | Neilson Powless          | EF Education-Nippo       | + 2h03m06s               |                          |
| 9.                       | Jonas Rutsch             | EF Education-Nippo       | + 2h26m04s               |                          |
| 10.                      | Dorian Godon             | AG2R Citroën Team        | + 2h30m45s               |                          |

### Classificação por equipas(Classement par Équipe)
| Classificação por equipes | Classificação por equipes | Classificação por equipes | Classificação por equipes |
| Equipe                    | Equipe                    | Tempo                     |                           |
| ------------------------- | ------------------------- | ------------------------- | ------------------------- |
| 1.                        | Bahrain Victorious        | 214h54m46s                |                           |
| 2.                        | EF Education-Nippo        | + 34m16s                  |                           |
| 3.                        | AG2R Citroën Team         | + 1h04m08s                |                           |
| 4.                        | Ineos Grenadiers          | + 1h09m16s                |                           |
| 5.                        | Jumbo-Visma               | + 1h13m53s                |                           |
| 6.                        | Bora-Hansgrohe            | + 1h31m34s                |                           |
| 7.                        | Movistar Team             | + 1h38m02s                |                           |
| 8.                        | Astana-Premier Tech       | + 1h40m09s                |                           |
| 9.                        | Trek-Segafredo            | + 1h47m42s                |                           |
| 10.                       | UAE Team Emirates         | + 2h22m48s                |                           |

## Abandonos
Steven Kruijswijk não completou a etapa.